# 斎藤嘉隆
斎藤 嘉隆（さいとう よしたか、1963年2月18日 - ） は、日本の政治家、労働運動家。立憲民主党所属の参議院議員（3期）、立憲民主党参議院国会対策委員長。愛知県教員組合執行委員長、連合愛知副会長、立憲民主党文部科学部会幹事、ジェンダー平等推進本部副本部長、立憲民主党愛知県連代表などを歴任。

## 経歴
名古屋市中村区に生まれる。1981年、名古屋市立菊里高等学校卒業。1985年、愛知教育大学教育学部卒業。
卒業後、名古屋市立村雲小学校教諭。1991年より名古屋市立稲永小学校教諭。1994年より名古屋市若手教員海外研修（オーストラリア）。1996年より名古屋市教員組合執行委員。1998年より筑波大学附属小学校へ内地留学（名古屋市教育研究員）。2000年より愛知県教員組合執行委員。2003年より愛知県教員組合執行副委員長、連合愛知執行委員。2005年より名古屋市立新明小学校教務主任。2007年より愛知県教員組合執行委員長、連合愛知副会長、同政策委員会委員長。2009年より名古屋市教育委員会指導主事。
2009年、出身の愛教組や連合愛知などの要請を受け、参議院選挙愛知選挙区から出馬を決意。同年に名古屋市役所を退職し、佐藤泰介の後継候補となる。2009年8月には連合愛知が参議院選挙候補として推薦を決定。民主党としての公認を待たずして地方連合が推薦する異例の経過をたどった。
2010年7月の第22回参議院議員通常選挙に愛知県選挙区（改選数3）から立候補し、得票数750,723票の順位2位で初当選した。
2016年7月の第24回参議院議員通常選挙に愛知県選挙区（改選数4）から立候補し、得票数575,119票の順位2位で再選。
2017年7月27日、民進党代表の蓮舫が、同月の東京都議会議員選挙の結果を受けて辞任を表明。蓮舫の辞任に伴う代表選挙（9月1日実施）では枝野幸男の推薦人に名を連ねた。
同年10月27日、民進党代表の前原誠司が、同月の衆院選で党を分裂させる形で戦う原因をつくったことについて陳謝し、引責辞任を正式に表明。前原の辞任に伴う代表選挙（10月31日実施）では大塚耕平の推薦人に名を連ねた。
民進党を離党後、立憲民主党会派に所属していたが、2018年11月20日に正式に入党した。
2020年11月21日、旧立憲民主党と旧国民民主党などが合流し結党した新「立憲民主党」の愛知県連が発足。斎藤が代表に就任した。
2021年10月31日の第49回衆議院議員総選挙で立憲民主党は議席を「109」から「96」に減らし、11月2日、枝野幸男代表は引責辞任を表明。枝野の辞任に伴う代表選挙（11月30日実施）では逢坂誠二の推薦人に名を連ねた。
2022年7月10日の第26回参議院議員通常選挙で、得票数403,027票の順位3位で3回目の当選を果たした。7月29日、立憲民主党と社会民主党で作る参議院会派の国会対策委員長に就任。
2023年10月21日、立憲民主党愛知県連代表を退任。

## 政策・主張

### 憲法
- 憲法改正について、2016年の朝日新聞社のアンケートで「どちらかと言えば反対」と回答[15]。同年の毎日新聞社のアンケートで「反対」と回答[16]。2022年のNHKのアンケートで「反対」と回答[17]。
- 9条改憲について、2016年、2022年の毎日新聞社のアンケートで「反対」と回答[16][18]。9条への自衛隊の明記について、2022年のNHKのアンケートで「反対」と回答[17]。
- 憲法を改正し緊急事態条項を設けることについて、2022年のNHKのアンケートで「反対」と回答[17]。

### 外交・安全保障
- 「他国からの攻撃が予想される場合には先制攻撃もためらうべきではない」との問題提起に対し、2016年のアンケートで「反対」と回答[15]。
- 敵基地攻撃能力を持つことについて、2022年のNHKのアンケートで「反対」と回答[17]。
- 「北朝鮮に対しては対話よりも圧力を優先すべきだ」との問題提起に対し、2016年のアンケートで「どちらかと言えば反対」と回答[15]。
- 安全保障関連法の成立について、2016年の毎日新聞社のアンケートで「廃止すべき」と回答[16]。
- 普天間基地の辺野古移設について、2016年の毎日新聞社のアンケートでは回答しなかった[16]。2022年の毎日新聞社のアンケートで「反対」と回答[18]。
- ロシアは2022年2月24日、ウクライナへの全面的な軍事侵攻を開始した[19]。日本政府が行ったロシアに対する制裁措置についてどう考えるかとの問いに対し、2022年のNHKのアンケートで「適切だ」と回答[17]。同年の毎日新聞社のアンケートで「今の制裁で妥当だ」と回答[18]。
- 2022年6月7日、政府は経済財政運営の指針「骨太方針」を閣議決定した。NATO加盟国が国防費の目標としている「GDP比2％以上」が例示され、防衛力を5年以内に抜本的に強化する方針が明記された[20]。「防衛費を今後どうしていくべきだと考えるか」との問いに対し、2022年のNHKのアンケートで「今の程度でよい」と回答[17]。
- 徴用工訴訟問題や慰安婦問題などをめぐり日韓の対立が続くなか、関係改善についてどう考えるかとの問いに対し、2022年の毎日新聞社のアンケートで「互いに譲歩すべきだ」と回答[18]。

### ジェンダー
- 選択的夫婦別姓制度の導入について、2016年のアンケートで「賛成」と回答[15]。2022年のNHKのアンケートで「賛成」と回答[17]。
- 同性婚を可能とする法改正について、2016年の朝日新聞のアンケート、2022年のNHKのアンケートで「どちらかと言えば賛成」と回答[15][17]。2022年の毎日新聞社のアンケートで「賛成」と回答[18]。
- クオータ制の導入について、2016年の朝日新聞のアンケート、2022年のNHKのアンケートで「どちらかと言えば賛成」と回答[15][17]。

### その他
- 永住外国人への地方参政権付与について、2016年のアンケートで「どちらか言えば賛成」と回答[15]。
- 首相の靖国神社参拝について、2016年のアンケートで「反対」と回答[15]。
- 「治安を守るためにプライバシーや個人の権利が制約されるのは当然だ」との問題提起に対し、2016年のアンケートで「どちらかと言えば反対」と回答[15]。
- 「原子力発電所は日本に必要だと思うか」との問いに対し、2016年の毎日新聞社のアンケートで「当面は必要だが、将来的には廃止すべきだ」と回答[16]。
- 2016年の米国大統領選挙について「ドナルド・トランプとヒラリー・クリントンのどちらを支持するか」との問いに対し、2016年の毎日新聞社のアンケートで「クリントン」と回答[16]。
- 国会議員の被選挙権年齢の引き下げについて、2022年の毎日新聞社のアンケートで「賛成」と回答[18]。
- 受動喫煙防止を目的に飲食店などの建物内を原則禁煙とする健康増進法改正について、「中小で家族経営をしている飲食店などで分煙施設の設置はほぼ困難」として慎重姿勢を示した[21]。
- 2014年、教育委員会制度改革を含む地方教育行政法改正に民主党の政策担当としてかかわった。日本維新の会の中田宏らと野党案の修正協議を重ね、通常国会において自公案に対する対案を提出した[要出典]。

## 発言
- 2011年5月18日、東日本大震災の際、財源捻出のために、ODA関連予算501億円が減額されたことに対して、2010年のアフリカ開発会議にてMDGsの達成に向けて八十五億ドルを拠出をするという国際的な約束を果たすべきだと松本剛明外務大臣に問い正し、国際約束のコミットメントを強調した[22]。
- 2011年9月19日から24日まで、カンボジアで開催された第32回ASEAN議員団会議（AIPA）に日本議員団団長として参加。日本を代表して演説を行い、東日本大震災後の復興への支援に対する感謝と地域経済連携の必要性について訴える。同国のノロドム・シハモニに謁見し、震災復興支援への謝辞を述べた。
- 2013年6月12日の消費者問題特別委員会では、安倍政権になり、民主党政権時代と比べて為替が円安に進んでいることに対し（平成25年6月の為替は1ドル97円）、サラダ油等の生活必需品、燃油価格、家畜の餌代及び食料品の値上がりを問題視し、「国民から悲鳴が今上がっている」とアベノミクスによる物価上昇を批判し、円安に対して批判的な立場を示した[23]。
- 2014年3月13日の文教科学委員会では、当時話題になっていたSTAP細胞について疑念が晴れるために必要な対応を文科省に要請し、早期の解決を要求した。更に、斎藤議員は、同委員会に置いて、河野談話の見直しを求める国民大集会に出席した桜田義孝文部科学副大臣が「私は、うそをついたり人をだましたり事実を捏造したりすることが大嫌いな人間であります、常に真実は一つ、余り正直に言うと最近物議を醸し出して困るんです、皆さんと心は同じ、考え方も同じでございます、一生懸命応援します、頑張ってください」と発言したことについての真意を問い正した。これに対し、桜田副大臣が同談話に対する事実関係を確認する検証が非常に大事という趣旨を発言したことを受け、斎藤議員は、「こういった場で軽々に個人の思いというのを、まあ事と次第によるとは思いますけれども、公言するのはやっぱり慎重であるべきではないかと思います。」と桜田副大臣の発言が軽々しいと指摘した[24]。
- 2014年3月31日の外交防衛委員会において、当時病気治療中であったことを理由に野党から辞職を要求されていた小松一郎内閣法制局長官が外交防衛委員会で、持ち込みが禁止されている携帯電話の画面を読み上げて答弁したことについて、奇行であると問題提起をし、安倍晋三首相に対して長官を辞職させるべきだと主張した[25][26]。重ねて、斎藤議員は「安倍総理には小松長官に対する任命責任がある。このことを深く認識してほしい。度重なる常識的とは思えない言動は職責を全うできるかどうか疑わざるを得ない」と指摘した[27]。この携帯持ち込み問題を契機として、閣僚が議場内で携帯電話やタブレット端末を使用することが認められた[28]。
- 2016年1月19日の予算委員会では、安倍晋三首相に国民的アイドルであるSMAPの存続見通しについて、首相の感想を質問し、話題となった[29][30]。

## 人物
- 愛知県教員組合執行委員長・連合愛知副会長を務め[31]、横路孝弘、近藤昭一、田島一成各衆院議員、神本美恵子、那谷屋正義各参院議員らと同じ日教組関係議員として、日本教職員組合結成70周年記念レセプションに出席している[32]。
- 妻・長女・次女の4人家族。その他に、犬（ペット）[3]。
- 趣味は読書、テレビドラマ視聴、ゴルフなど[3]。
- かつては1日に3箱のたばこを吸うヘビースモーカーであったが、2003年に父が癌で死去したことをきっかけに禁煙をしている[33]。

## 所属団体・議員連盟
- 日本民主教育政治連盟（幹事長）[34]
- たばこ産業政策議員連盟[34]

## 選挙歴
| 当落 | 選挙                     | 執行日         | 年齢 | 選挙区       | 政党       | 得票数     | 得票率 | 定数 | 得票順位 /候補者数 | 政党内比例順位 /政党当選者数 |
| ---- | ------------------------ | -------------- | ---- | ------------ | ---------- | ---------- | ------ | ---- | ------------------ | ---------------------------- |
| 当   | 第22回参議院議員通常選挙 | 2010年07月11日 | 47   | 愛知県選挙区 | 民主党     | 75万723票  | 23.40% | 3    | 2/7                | /                            |
| 当   | 第24回参議院議員通常選挙 | 2016年07月10日 | 53   | 愛知県選挙区 | 民進党     | 57万5119票 | 17.54% | 4    | 2/9                | /                            |
| 当   | 第26回参議院議員通常選挙 | 2022年07月10日 | 59   | 愛知県選挙区 | 立憲民主党 | 40万3027票 | 13.02% | 4    | 3/17               | /                            |